# سنديان وبري

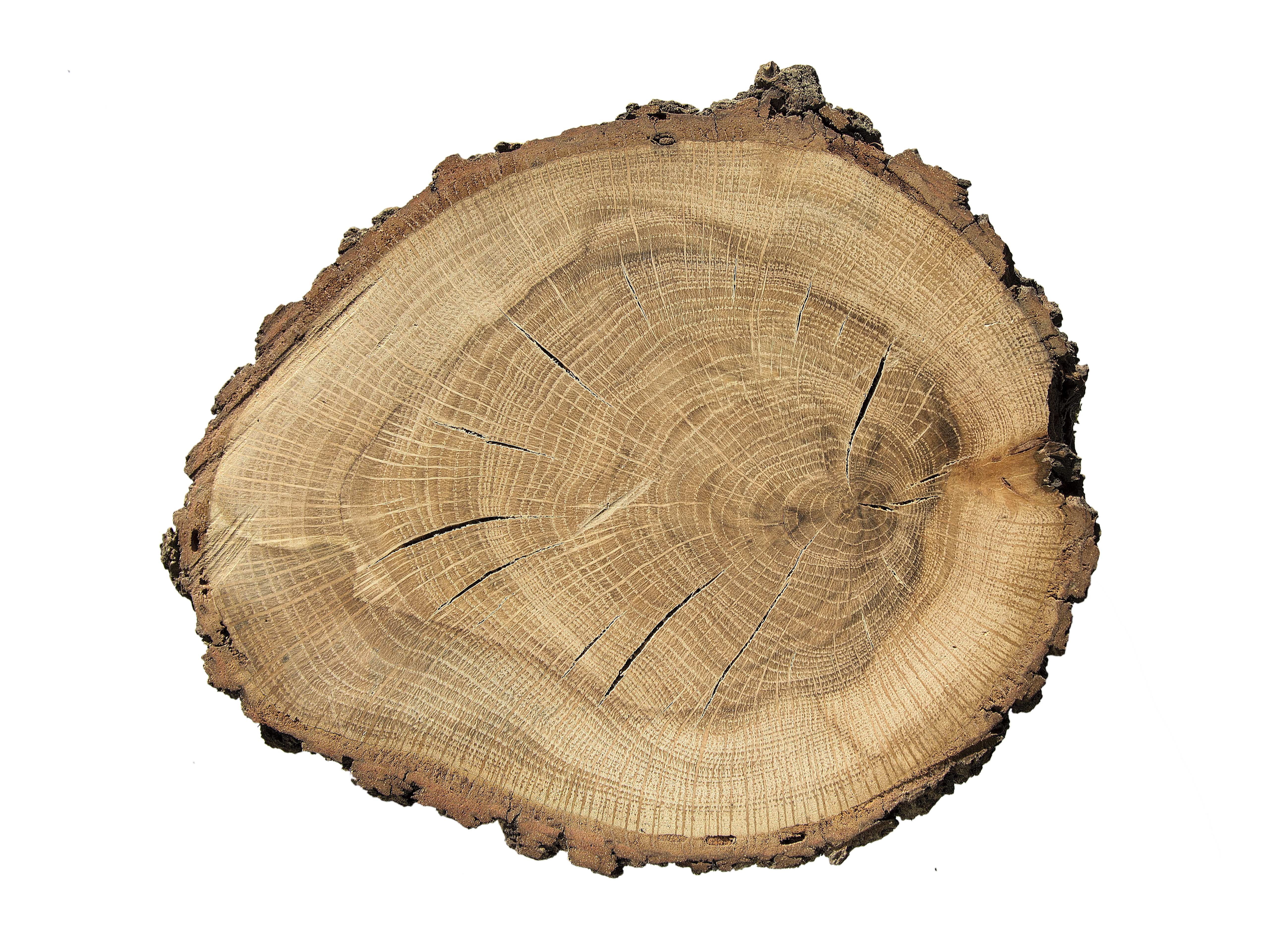
Quercus pubescens

سنديان وبري (الاسم العلمي: Quercus pubescens)، نوع نبات من جنس السنديان وفصيلة الزانية. أعطانه الأصيلة في جنوب أوروبا وجنوب غرب آسيا، من شمال إسبانيا (جبال البيرينيه) شرقًا إلى شبه جزيرة القرم والقوقاز. كما أنه يوجد في فرنسا وأجزاء من وسط أوروبا.